# Oldenburg (Marienmünster)

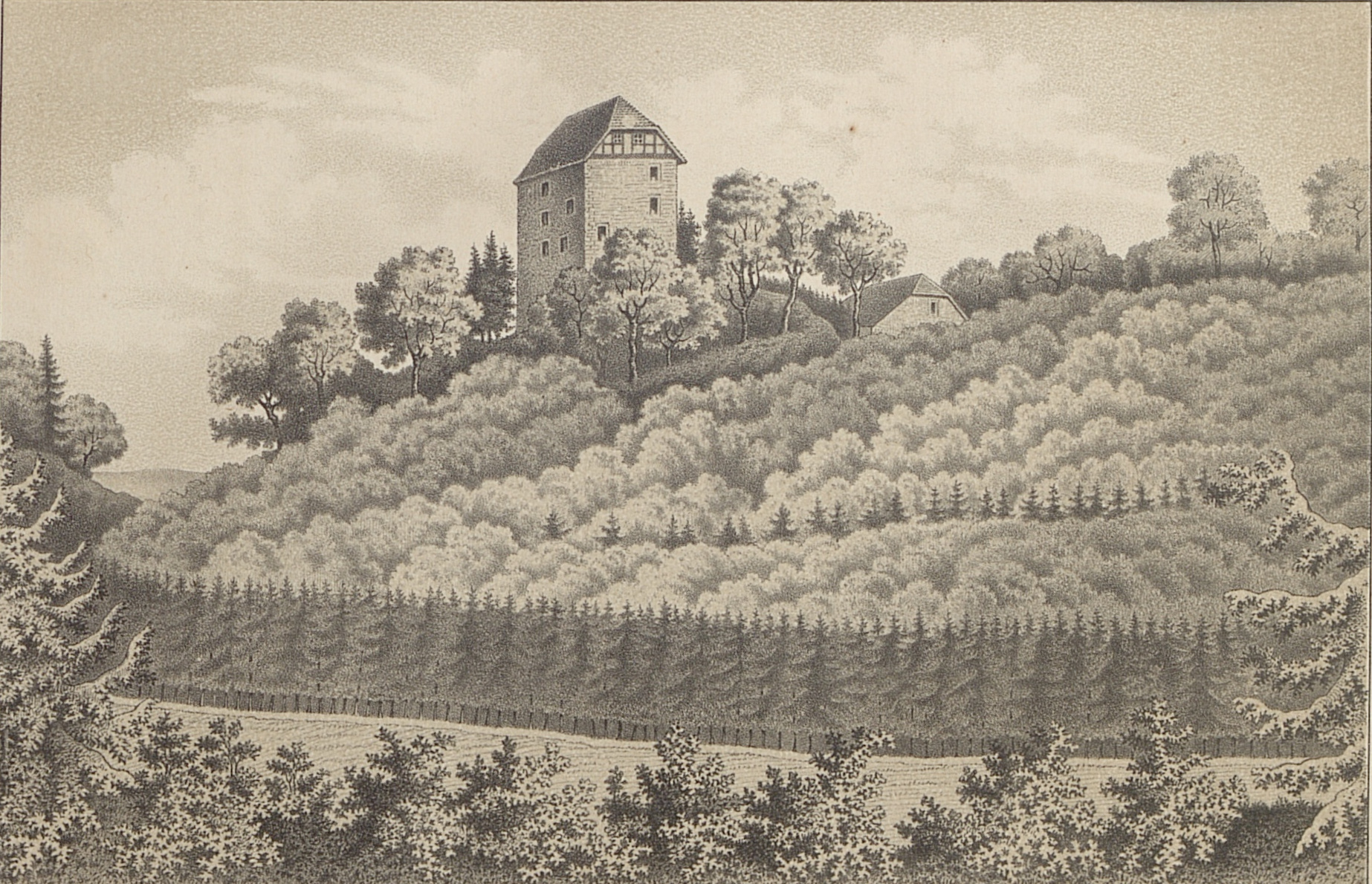
Die Oldenburg 1870

Die Oldenburg bei Marienmünster  ist der ehemalige Stammsitz der Grafen im Wetigau, die sich nach dem Ort dieser Burg ab 1127 Grafen von Schwalenberg nannten. Die Burg liegt auf dem Gebiet der heutigen Stadt Marienmünster, Ortsteil Münsterbrock, in Ostwestfalen-Lippe in Nordrhein-Westfalen.

## Geschichte
Die Oldenburg war die Stammburg einer hochadeligen Familie, die erstmals 1116 mit Graf Widekind I. von Schwalenberg in Erscheinung trat. 1123 wurde die damals noch Sualenberg genannte Burg erstmals erwähnt, die Widukind auf eigenem Grund und Boden errichten ließ. In der Nähe der Burg stifteten im Jahr 1128 Graf Widekind und seine Frau Lutrud von Itter nur wenige hundert Meter entfernt das Benediktinerkloster Marienmünster. Um 1230 gründeten die Grafen einen neuen Sitz, die Burg Schwalenberg. Der Name Oldenburg entstand, als Graf Volkwin IV. von Schwalenberg um 1230 seinen neuen Stammsitz in Schwalenberg bezog; er bedeutet Alte Burg.
1350 wurde die Grafschaft von den letzten Schwalenbergern an den Bischof von Paderborn und die Edelherren zur Lippe verkauft. 1372 verpfändete das Hochstift Paderborn seinen Anteil an der Oldenburg an Johann von Oeynhausen, der die Erlaubnis erhielt, dort ein Steinhaus zu errichten. Bei diesem handelt sich mit ziemlicher Sicherheit um den noch erhaltenen spätmittelalterlichen Wohnturm der Burg. Der Turm fand in nachmittelalterlicher Zeit u. a. Verwendung als Kornspeicher und wurde im Inneren teilweise umgestaltet. 
Die Edelherren von der Lippe verpfändeten ihre Anteil ebenfalls an die Herren von Oeynhausen, die im 16. Jahrhundert die Oldenburg als Wohnsitz zugunsten des neu erbauten Schlosses Grevenburg aufgaben. 1845 erwarb die Familie von Oeynhausen die Anlage als Eigentum. Der lange leerstehende Turm wurde wieder hergestellt und wird heute als Privatbesitz bewohnt.

## Beschreibung
Bei der Oldenburg unweit von Münsterbrock handelt es sich um den Wohnturm einer Höhenburg in Spornlage, von deren hochmittelalterlichen Anfängen lediglich Reste des Wall- und Grabensystems erhalten geblieben sind.
Auf dem Paderborner Teil des Burgareals entstand nach 1372 der gut erhaltene, viergeschossige Wohnturm.  Der Turm verfügt über Eckquaderung und Giebelwände aus Fachwerk. Das rundbogige Eingangsportal weist die Jahreszahl 1687 auf. Diese bezieht sich auf einen Umbau, bei dem auch die heutigen Geschossdecken eingebaut wurden. 
Nordöstlich des Wohnturms blieben die ergrabenen Reste des lippischen Amtshauses erhalten.